# Сунцов Ігор Геннадійович
Ігор Геннадійович Сунцов (нар. 3 грудня 1961, тепер Російська Федерація) — український радянський діяч, електрослюсар шахти імені Ленінського комсомолу виробничого об'єднання «Олександріявугілля» Кіровоградської області. Депутат Верховної Ради УРСР 11-го скликання (у 1988—1990 роках).

## Біографія
Освіта середня.
З 1980-х років — електрослюсар шахти імені Ленінського комсомолу виробничого об'єднання «Олександріявугілля» Кіровоградської області.
Потім — на пенсії в місті Олександрія Кіровоградської області.

## Нагороди
- ордени
- медалі